# Selidosema syriacaria
Selidosema syriacaria là một loài bướm đêm trong họ Geometridae.